# 青木新門
青木新门（日语：／ Aoki Shinmon，1937年4月11日—2022年8月6日）是一名日本作者、诗人。富山縣下新川郡入善町出生。日本文藝家協会会員。

## 经历
1937年4月11日、富山县出生。少年時代在旧满洲度过。
从早稻田大学辍学後，在富山市经营飲食店并渴望向文学方面发展。在吉村昭的推荐下在《文学者》刊载短編小説《柿之炎》，所经营的店铺则倒闭。
1973年，进入冠婚葬祭会社（現）（曾是专务董事、2012年現在是兼职監査役）、納棺専従社員（納棺夫）。
1993年，以葬礼現場的亲身体验为素材出版《納棺夫日記》。

後主要进行写作和演讲活动。

## 納棺夫
时至今日、其作为一种職業，在多数场合下不论男女都被称呼为納棺師。
歧视

冲突

转机

## 著作
- 小説《柿之炎》
- 《納棺夫日記/入殓师》 - 依版次不同，内容略有差异。
  - 《納棺夫日記》桂書房、1993年。 - ・（原題）。
  - 《納棺夫日記 増補改訂版》文藝春秋、1996年。 - 後日談「《納棺夫日記》を著して」を収録。
  - 《定本納棺夫日記》桂書房、2006年。 - 。收录自薦詩、童話。。
- 随筆集北日本新聞社、1995年。
- 《詩集 雪道》桂書房、2001年。
- 北日本新聞社、2004年。
- 絵本桂書房、2007年。

## 
- 青木新門
- 永井結子
- 熊田紺也
- 槇村聡